# Legacy of Kain
Legacy of Kain este o serie de jocuri video de acțiune-aventură dezvoltată de Crystal Dynamics și publicată de Eidos Interactive. Seria a debutat în 1996 cu jocul Blood Omen: Legacy of Kain și a continuat cu mai multe titluri de succes, fiecare dintre ele extinzând povestea complexă și universul întunecat creat de dezvoltatori. Jocurile din seria Legacy of Kain sunt cunoscute pentru povestea lor profundă, personajele memorabile și gameplay-ul inovator.

## Istoria Seriei

### Blood Omen: Legacy of Kain (1996)
Primul joc din serie, Blood Omen: Legacy of Kain, a fost dezvoltat de Silicon Knights și publicat de Crystal Dynamics în 1996 pentru PlayStation și mai târziu pentru Microsoft Windows. Jucătorii preiau rolul lui Kain, un nobil transformat în vampir, care călătorește prin regatul fictiv Nosgoth în căutarea răzbunării și a puterii. Jocul combină elemente de RPG cu acțiune și explorare, punând accent pe poveste și pe evoluția personajului.

### Legacy of Kain: Soul Reaver (1999)
În 1999, Legacy of Kain: Soul Reaver a fost lansat pentru PlayStation, Dreamcast și Windows. Jocul a fost dezvoltat de Crystal Dynamics și a continuat povestea lui Nosgoth, dar de data aceasta din perspectiva lui Raziel, un fost locotenent al lui Kain transformat într-un wraith. Soul Reaver a introdus noi mecanici de gameplay, cum ar fi capacitatea de a schimba între lumea materială și cea spectrală, și a fost lăudat pentru designul său inovator și povestea captivantă.

### Soul Reaver 2 (2001)
Soul Reaver 2 a fost lansat în 2001 pentru PlayStation 2 și Windows. Jocul continuă aventurile lui Raziel în încercarea sa de a descoperi adevărul despre destinul său și despre natura timpului în Nosgoth. Soul Reaver 2 a aprofundat mecanicile de schimbare între dimensiuni și a extins universul și mitologia seriei.

### Blood Omen 2 (2002)
Blood Omen 2, lansat în 2002 pentru PlayStation 2, Xbox, GameCube și Windows, îl readuce în prim plan pe Kain, la secole după evenimentele din primul Blood Omen. Kain se trezește într-o lume schimbată și încearcă să-și recapete puterea și să-și revendice tronul. Jocul a fost criticat pentru gameplay-ul său mai simplu comparativ cu titlurile anterioare, dar a fost apreciat pentru povestea și atmosfera sa.

### Legacy of Kain: Defiance (2003)
Legacy of Kain: Defiance a fost lansat în 2003 pentru PlayStation 2, Xbox și Windows. Acesta a fost primul joc care a permis jucătorilor să controleze atât pe Kain, cât și pe Raziel, alternând între cele două personaje pe parcursul poveștii. Defiance a adus o concluzie epică conflictului dintre Kain și Raziel, oferind răspunsuri la multe dintre întrebările ridicate de jocurile anterioare.

## Poveste și Univers
Seria Legacy of Kain se desfășoară în regatul fictiv Nosgoth, un tărâm întunecat și gotic populat de vampiri, oameni, și diverse creaturi supranaturale. Povestea este cunoscută pentru complexitatea sa, incluzând teme de predestinare, trădare și răzbunare.

### Nosgoth
Nosgoth este un tărâm vast și variat, împărțit în regiuni distincte, fiecare cu propria sa istorie și cultură. Jocurile explorează diverse locații, de la orașe decadente și temple antice până la peisaje naturale și ruine mistice.

## Personaje Principale
- Kain: Protagonistul principal al seriei, un nobil transformat în vampir, devenit stăpânul absolut al Nosgothului. Kain este complex, fiind atât erou, cât și antagonist în diverse momente ale seriei.
- Raziel: Fost locotenent al lui Kain, transformat în wraith după ce a fost trădat și ucis de acesta. Raziel călătorește prin Nosgoth în căutarea răzbunării și a răspunsurilor privind destinul său.

## Tematici și Motive
Seria Legacy of Kain explorează teme filosofice și morale, cum ar fi liberul arbitru versus predestinarea, natura puterii și a răzbunării, și complexitatea binelui și răului. Povestea este narată printr-un limbaj sofisticat și poetic, adăugând o dimensiune literară experienței de joc.

## Gameplay
Jocurile din seria Legacy of Kain combină acțiunea și aventura cu puzzle-uri complexe și explorare. Fiecare titlu introduce mecanici noi și inovative, menținând experiența proaspătă și captivantă.

### Blood Omen: Legacy of Kain
Primul joc al seriei este un RPG de acțiune cu o vedere de sus, unde jucătorii controlează pe Kain într-o lume deschisă. Jocul se concentrează pe explorare, combaterea inamicilor și rezolvarea puzzle-urilor, în timp ce povestea se desfășoară prin intermediul dialogurilor și al jurnalelor găsite pe parcurs.

### Soul Reaver și Soul Reaver 2
Aceste titluri au trecut la o perspectivă de tip third-person, cu un accent mai mare pe platforming și puzzle-uri bazate pe schimbarea dimensiunilor. Raziel poate schimba între lumea materială și cea spectrală, fiecare având propriile sale reguli și provocări.

### Blood Omen 2
Blood Omen 2 a adoptat o abordare mai orientată către acțiune, cu un gameplay mai direct și lupte mai intense. Deși a fost criticat pentru simplificarea mecanicilor, jocul a oferit o poveste captivantă și un design artistic impresionant.

### Legacy of Kain: Defiance
Defiance a combinat elemente din jocurile anterioare, oferind un gameplay echilibrat între acțiune, explorare și puzzle-uri. Alternarea între Kain și Raziel adăuga varietate și profunzime experienței de joc.

## Reacția Critică
Jocurile din seria Legacy of Kain au fost în general bine primite de critici, fiind lăudate pentru povestea lor, designul artistic și inovațiile de gameplay. Cu toate acestea, unele titluri, precum Blood Omen 2, au primit critici pentru simplificarea mecanicilor și lipsa de inovație.

## Fandom
Seria a generat o comunitate de fani pasionați, care continuă să discute și să analizeze povestea și personajele. Acești fani au creat numeroase lucrări de artă, ficțiuni fan, și teorii privind universul jocului.

## Impact și Moștenire
Seria Legacy of Kain a avut un impact semnificativ asupra genului de jocuri de acțiune-aventură, influențând multe titluri ulterioare. Povestea sa complexă și personajele memorabile au câștigat o bază de fani devotată, iar jocurile sunt considerate clasice cult în industrie.
Deși nu au fost lansate jocuri noi în seria Legacy of Kain de la Defiance, moștenirea sa continuă să trăiască prin influența sa asupra altor jocuri și prin comunitatea de fani. Jocurile sunt încă jucate și apreciate pentru povestea și designul lor inovator.
Legacy of Kain este o serie de jocuri video care a reușit să se impună prin povestea sa profundă, personajele complexe și gameplay-ul inovativ. De la transformarea lui Kain într-un vampir în Blood Omen până la conflictele epice din Defiance, seria a oferit o experiență memorabilă și captivantă pentru jucători din întreaga lume. Moștenirea sa continuă să inspire și să fascineze, demonstrând puterea jocurilor video de a spune povești complexe și captivante.